# Tenrankai no E
Tenrankai no E (展覧会の絵) is een Japanse geanimeerde kortfilm uit 1966 van Osamu Tezuka en diens animatiestudio Mushi Production.

## Concept
Tenrankai no E is een experimentele film die bestaat uit 10 korte scènes die elk een onafhankelijk verhaal vertellen. Deze zijn geïnspireerd door Schilderijen van een tentoonstelling van Modest Moessorgski. De muziek is een arrangement van Isao Tomita. Elke scène vormt een satirisch beeld van de moderne maatschappij. De film brengt homage aan Disney's Fantasia uit 1940, welke een gelijkaardig concept gebruikt.

## De scènes
De film begint met een live-action scène in een museum waarin de 10 werken waarop de volgende scènes gebaseerd zijn, tentoongesteld worden.
De criticus
Toont het werk van een journalist zonder moraal.
De bewaker van de kunstmatige tuin
Toont het lijden van een bij in een uitbundige doch artifiële tuin in het midden van een megalopolis.
De plastische chirurg
Volgt een chirurg die mannen een nieuw gezicht geeft dat later vernield wordt.
Het fabriekshoofd
Toont een fabriekseigenaar zonder moraal die langzaamaan zijn werknemers ontslaat en vervangt door machines tot hij er zelf onder komt te lijden.
Beatnik
Toont de chaotische relatie tussen rode en gele kuikentjes.
De kampioen
Toont de opgang en val van een boksende olifant die het slachtoffer wordt van zijn eigen succes.
De ster
Toont opnames voor een reclamespotje met een diva.
De zenmeditatie
Karikatuur van zenmeditatie.
De soldaat
Toont een oorlog vanuit het perspectief van een zieke vrouw die in de buurt van het slagveld rust.
Het einde
Allegorie van de hemel waarin alle voorgaande personages door een triomfboog stappen.

## Ontvangst
Tenrankai no E kwam in Japan uit op 11 november 1966 en won de Ofuji Noburo Award en de Blue Ribbon Awards in 1967.